# Anomochilus monticola
A Anomochilus monticola é uma espécie de serpente da família Anomochilidae. Endêmica do Parque Kinabalu, no norte de Bornéu, habita florestas tropicais montanas e submontanas a altitudes de 1.450 a 1.513 m. Descrita pelo herpetologista Indraneil Das e colegas em 2008, a espécie é uma serpente robusta e cilíndrica, com cabeça pequena e cauda curta e cônica. É a maior espécie de seu gênero, com comprimento total de 521 mm. Sua coloração é predominantemente azul-escura iridescente, com ventre marrom-escuro, grandes manchas bege acinzentado claro ao longo da parte inferior, uma faixa laranja-cromo ao redor da cauda, uma barra amarelo-cremosa no focinho e pequenas pintas bege acinzentado nas laterais. Diferencia-se das outras espécies do gênero por seu tamanho maior, ausência de listras laterais e falta de manchas claras no dorso.
A espécie é noturna e fossorial (adaptada à vida subterrânea). Provavelmente se alimenta de minhocas, serpentes e lagartos sem patas. Sua reprodução não foi observada, mas outras espécies do gênero depositam ovos, algo incomum para sua superfamília Uropeltoidea, na qual a maioria das espécies dá à luz filhotes vivos. A Lista Vermelha da IUCN classifica A. monticola como deficiente de dados devido à escassez de informações sobre sua distribuição e ameaças.

## Taxonomia e sistemática
A espécie foi descrita pela primeira vez pelo herpetologista Indraneil Das e colegas em 2008, com base em um espécime fêmea coletado no Parque Kinabalu, Bornéu, em 2004. Espécimes previamente coletados haviam sido incorretamente identificados como Cylindrophis ruffus. O epíteto específico monticola vem do latim e significa "habitante das montanhas", em referência à localidade-tipo, o Monte Kinabalu.
A. monticola é uma das três espécies do gênero Anomochilus, o único gênero da família Anomochilidae. Essa família é uma das três da superfamília Uropeltoidea, junto com Uropeltidae e Cylindrophiidae. Estudos genéticos indicam que a família Cylindrophiidae é parafilética em relação à Anomochilidae, e algumas autoridades fundem a última na primeira.

## Descrição
Assim como outras espécies do gênero, A. monticola tem corpo cilíndrico, com cabeça pequena e arredondada e cauda curta e cônica. É a maior serpente do gênero Anomochilus, com comprimento rostro-cloacal de 507–509 mm e comprimento total médio de 521,2 mm. Sua coloração é predominantemente azul-escura iridescente no dorso, com uma faixa laranja-cromo ao redor da cauda e uma barra amarelo-cremosa no focinho. O ventre é uniformemente marrom-escuro, com grandes manchas claras bege acinzentado dispostas em pares, da garganta à cauda. Pequenas pintas bege acinzentado também estão presentes nas laterais. A cabeça é contínua com o pescoço e, apesar da natureza fossorial da espécie, o focinho não possui reforços para escavação. O dorso é liso, com escamas ligeiramente maiores que as do ventre.
A. monticola possui 19 fileiras de escamas (excluindo as escamas ventrais) no meio do corpo, 258–261 escamas midventrais (ao longo da linha média do ventre) e 7–8 escamas subcaudais (entre a cloaca e a ponta da cauda). Diferencia-se de outras serpentes fora de seu gênero por sua cabeça e olhos pequenos, grandes escamas na testa, uma única escama nasal adjacente à segunda escama supralabial, ausência de escamas loreais e pré-oculares, uma única escama pós-ocular e falta de sulco mental.
Pode ser distinguida das outras duas espécies do gênero, também presentes em Bornéu, por seu tamanho significativamente maior e por características de coloração e escamação. Difere de A. weberi pela ausência de listras claras nas laterais e por ter uma escama parietofrontal não pareada na testa. Diferencia-se de A. leonardi pela ausência de manchas claras nas escamas vertebrais e pelo número de escamas midventrais (258–261 em monticola, contra 214–252 em leonardi).

## Distribuição e habitat
A espécie A. monticola é conhecida apenas no Parque Kinabalu, em Sabah, Bornéu Malaio, onde foi registrada em florestas tropicais submontanas e montanas a altitudes de 1.450–1.513 m. Provavelmente habita tanto florestas perturbadas quanto primárias. As duas localidades conhecidas onde os espécimes foram coletados ficam próximas a um riacho rochoso e a uma estrada pavimentada. É uma serpente fossorial e encontrada na serrapilheira.

## Ecologia e conservação
A serpente é noturna e fossorial. Sua ecologia é pouco estudada, e há escassas informações sobre sua dieta e hábitos reprodutivos. A ausência de sulco mental sugere que a cobra se alimenta de invertebrados alongados, como minhocas, e possivelmente de vertebrados pequenos e esguios, como serpentes e lagartos sem patas. A reprodução da espécie não foi estudada, mas sabe-se que outras espécies de Anomochilus depositam ovos, diferentemente da maioria das Uropeltoidea, que dão à luz filhotes vivos.
A espécie é classificada como deficiente de dados pela União Internacional para a Conservação da Natureza devido à falta de informações sobre sua distribuição e ameaças. Sua área de ocorrência conhecida está inteiramente dentro do Parque Kinabalu, uma área protegida.